# Acadèmia Prussiana de les Ciències
L'Acadèmia Prussiana de les Ciències (alemany: Preußische Akademie der Wissenschaften) va ser una acadèmia fundada a Berlín l'11 de juliol del 1700, quatre anys després de la fundació de l'Akademie der Künste o "Acadèmia de les Arts".

## Orígens
El príncep-elector de Brandenburg Frederic III va fundar l'acadèmia amb el nom de Kurfürstlich Brandenburgische Societät der Wissenschaften ("Societat del príncep-elector brandenburguesa de les Ciències") seguint el consell d'en Gottfried Leibniz, que en va ser nomenat president. A diferència d'altres acadèmies, l'Acadèmia Prussiana de les Ciències no va ser finançada directament de les arques de l'Estat. Frederic I de Prússia li va concedir el monopoli de la producció i venda de calendaris a la marca de Brandenburg, seguint un suggeriment d'en Leibniz. Quan el 1701 es va fundar el regne de Prússia i, consegüentment, el duc de Prússia i príncep-elector de Brandenburg, Frederic fou coronat primer "Rei de Prússia", l'acadèmia va passar a anomenar-se Königlich Preussische Sozietät der Wissenschaften ("Reial Societat Prussiana de les Ciències"). Mentre que altres acadèmies es va centrar en alguns temes, l'Acadèmia Prussiana va ser la primera a dedicar-se tant a les ciències com a les humanitats. El 1710, es van redactar i aprovar els estatuts de l'acadèmia, que va quedar vertebrada en quatre classes (Klassen00), dues classes de ciències naturals i dues classes de lletres.

## Frederic el Gran
Durant el regnat del rei Frederic el Gran, es van produir canvis importants a l'acadèmia. El 1744, la Nouvelle Société Littéraire i la Societat de Ciències es van fusionar en la Königliche Akademie der Wissenschaften ("Reial Acadèmia de les Ciències"). La nova llei obligava a realitzar convocatòries públiques d'idees sobre qüestions científiques sense resoldre amb una recompensa monetària per a les solucions. L'acadèmia va adquirir les seves pròpies instal·lacions de recerca al segle XVIII: un observatori el 1709, un teatre anatòmic el 1717, un Collegium medico-chirurgicum el 1723, un Jardí Botànic el 1718, i un laboratori el 1753. Aquestes instal·lacions foren assumides més tard, ja en el segle xix, per la  Universitat de Berlín.
L'investigador de la Universitat de Princeton, Hans Aarsleff, assenyala que abans que el rei Frederic II arribés al tron el 1740, a l'Acadèmia ja l'hi havia sorgit competència per part d'organismes similars creats a Londres i París. En Frederic II va fer del francès la llengua oficial de l'acadèmia i la filosofia especulativa el seu tema més important d'estudi. El nombre de membres de l'acadèmia era alt en el camp de les matemàtiques i filosofia i incloïa, entre d'altres, l'Immanuel Kant, en Jean D'Alembert, en Pierre-Louis de Maupertuis i l'Etienne de Condillac. No obstant això a mitjan segle xviii, l'Acadèmia va entrar en crisi a causa dels escàndols i les rivalitats internes, com ara els debats entre els punts de vista dels newtonians i els dels leibnizians, i el conflicte de personalitat entre en Voltaire i en  Maupertuis.
En Maupertuis, fou el director de l'acadèmia entre 1746 i 1759 i era d'ideologia monàrquica. Va sostenir que l'acció dels individus és determinada pel caràcter de la institució que els conté i, per tant, va treballar per la glòria de l'Estat. Per contra, el director Jean le Rond d'Alembert li va donar un enfocament republicà i internacional, posant èmfasi en la República de les Lletres com el vehicle per a l'avenç científic.
El 1789, l'acadèmia s'havia guanyat una reputació internacional, i havia fet grans aportacions a la cultura i al pensament alemany i universal. En Frederic va convidar en Leonhard Euler (el 1741) i en Joseph-Louis Lagrange (el 1766) a dirigir-la. Tots dos eren matemàtics de fama internacional. D'Altres intel·lectuals atrets al regne dels filòsofs foren en Francesco Algarotti, en Jean-Baptiste de Boyer i en Julien Offray de La Mettrie. L'Immanuel Kant va publicar els seus escrits religiosos a Berlín quan havien estat censurats a d'altres parts d'Europa.

## Seglexix
A partir de 1815, es varen fundar a l'acadèmia grups d'investigadors dirigits per comitès de l'acadèmia (com el Comitè d'Arqueologia greco-romana o el Comitè Oriental).

## Segle XX
Durant el període nacionalsocialista (1933-1945), l'acadèmia fou sotmesa a la Gleichschaltung: Els membres i empleats jueus en van ser expulsats. L'acadèmia es va reorganitzar d'acord amb el  Principi del Führer. El nou estatut de l'acadèmia va entrar en vigor el 8 de juny del 1939.
Després de Segona Guerra Mundial, l'Administració Militar Soviètica a Alemanya va reorganitzar l'Acadèmia sota el nom de Deutsche Akademie der Wissenschaften zu Berlin (Acadèmia Alemanya de Ciències de Berlín) l'1 de juliol de 1946. El 1972, va ser rebatejada com Akademie der Wissenschaften der DDR o AdW (Acadèmia de les Ciències de la República Democràtica Alemanya) o AdW. En el seu apogeu, l'AdW comptava amb 400 investigadors i 24.000 empleats al llarg de tot el territori de la República Democràtica Alemanya. Després de la Reunificació d'Alemanya, l'Acadèmia va ser dissolta i, en el seu lloc, es va fundar la Berlin-Brandenburgische Akademie der Wissenschaften ("Acadèmia de Ciències i Humanitats de Berlín-Brandenburg"), en compliment del tractat entre els länder de Berlín i Brandenburg del 1992. L'any 1993, 60 dels membres de l'AdW van abandonar aquesta institució per crear la societat privada Societat Leibniz.

## Període Contemporani
Una reunió de "refundació" es va dur a terme (a l'Ambaixada de França a Alemanya) el 29 de juny del 2006, reclamant l'esperit de Voltaire. Aquesta vegada, però, l'objectiu no és pas per donar refugi als intel·lectuals que marxaven de França, sinó per promoure el diàleg entre Alemanya i França.

## Membres destacats
- Dimitrie Cantemir, membre estranger 1714
- Leonhard Euler 1741–1766
- Montesquieu, membre estranger 1746
- Denis Diderot, membre estranger 1751
- Johann Heinrich Lambert, ~1763
- Immanuel Kant, membre estranger 1786
- Voltaire, ~1750
- Gotthold Ephraim Lessing, membre estranger 1769
- Friedrich Schleiermacher, membre 1810
- Hermann von Helmholtz, membre 1857; membre estranger 1870; membre 1871
- Ferdinand Georg Frobenius, membre 1893
- Max Planck, membre 1894
- Alexander Stuart Murray, membre estranger 1900
- Albert Einstein, membre 1914
- Kurt Sethe, membre estranger 1920; membre 1930
- Hermann Grapow, membre 1938